# Дубосарский повет
Дубосарский повет (рум. Judeţul Dubăsari) — административно-территориальная единица губернаторства Транснистрия в годы Второй мировой войны. Находился на территории Приднестровья и Одесской области. Центром уезда был город Дубоссары.

## Административное устройство
Дубосарский повет состоял из городов Дубоссары и Григориополь и пяти районов: Григориопольского, Дубоссарского, Захарьевского, Окнянского и Чернянского.
Руководство поветом осуществляла префектура во главе с префектом, а районами руководили претуры, которые возглавляли преторы. Префект нес всю ответственность во вверенном ему уезде в области соблюдения законодательства на местном уровне. В его обязанности входили также следующие функции: направление приказов в низшие инстанции и контроль за соответствующими органами управления на подчиненной ему территории. В управлении префекту помогали два субпрефекта, один из которых должен был выполнять местную функцию, а главной функцией другого было осуществление руководства управленческим аппаратом префектуры, просмотр и изменение судебных решений нижестоящих руководителей: преторов и примаров. Районами руководили претуры, которые возглавляли преторы. Количество претуров в повете колебалась в пределах десяти, от трех до шести, сами претуры включали в себя коммуны. Преторы, в свою очередь, руководили отделами сельского и лесного хозяйства, а также образовательными, техническими, санитарными и ветеринарными, им также подчинялась местная полиция, к тому же они контролировали деятельность жандармерии. Вторым лицом после претора был примпретор, на которого возлагались функции координатора всех местных административных учреждений, осуществление надзора за работой их отделов и контроля за выполнением приказов претора и высших инстанций. Претуры делились на более мелкие административно-территориальные единицы — коммуны, которые состояли из нескольких десятков населённых пунктов. В Дубосарском повете было 5 претур: Григорипольская, Дубоссарская, Захарьевская, Окнянская и Чернянская. Поскольку местному населению захватчики не доверяли, то в городах и селах были созданы городские и сельские управы (примарии), которые возглавляли в городах головы, а в селах — старосты. Они и решали все общие дела местного значения. Старосты опирались на помощь секретаря, нотариуса (сельского писаря, который выполнял функцию заместителя примаря), агронома и других должностных лиц, выполнявших почти единственную задачу: вводили в жизнь все нормативные акты высших инстанций на подотчетной голове или старости территории.